# Artemisia semiarida
Artemisia semiarida là một loài thực vật có hoa trong họ Cúc. Loài này được (Krasch. & Lavrenko) Filatova mô tả khoa học đầu tiên năm 1966.